# Kościesza (herb szlachecki)
Kościesza (Strzegomia, Strzegomya) – polski herb szlachecki.

## Opis herbu
Opis zgodnie z klasycznymi regułami blazonowania:
W polu czerwonym rogacina rozdarta, przekrzyżowana, srebrna. W klejnocie głowa niewiasty czerwona z warkoczem i oślimi uszami srebrnymi. W późniejszych przedstawieniach herbu, skutkiem m.in. oszczędności wydawców herbarzy, jak również powielania błędów, oryginalny klejnot zastępowano pękiem trzech strusich piór.

## Najwcześniejsze wzmianki
Pierwsze pieczęcie herbu pochodzą z XIV wieku: 1317 (starosta wielkopolski i kujawski Stefan Pekawka), 1361 (dziekan sandomierski Jakub), 1362 (sędzia ziemski sieradzki Jaksa), 1387 (późniejszy starosta lwowski Gniewosz z Dalewic).
Najwcześniejsze źródło heraldyczne wymieniające herb to datowane na lata 1464–1480 Insignia seu clenodia Regis et Regni Poloniae polskiego historyka Jana Długosza, który uznaje go za rdzennie polski. Zapisuje on informacje o herbie wśród 71 najstarszych polskich herbów szlacheckich we fragmencie: "Strzegomya in campo rubeo sagittam albam, ad finem in duas partes retortam, cruce circa retorsionem ornatam, defert Genus Polonicum, quod autem episcopum Wratislauiensem, nomine Magnum, apud Nissam occidit; propter illud scelus multiplicacionem in suo germine non suscepit." .

## Legenda herbowa
Herb ten powiadają być nadany od Bolesława Śmiałego Króla Polskiego w roku 1072. gdy bowiem pod Snowskiem żwawej bitwie rycerz Kościesza nazwany, mężnie i długo się z nieprzyjacielem potykał, wiele też i ran w ciele swoim z tej okazji wyniósł: widział to Bolesław, a osobliwie strzałę w ciele jego utkwioną rozdartą, i miecz w ręku, którym czy bił, czy się zastawiał nieprzyjacielowi w tej potyczce, znacznie albo złamany, albo otłuczony, dla tego na pamiątkę jego odwagi, hojny na kawalerskich ludzi monarcha, tęż mu samą Strzałę i miecz przez nią, niby na Krzyż złożony, w herbie nadał: który potem Kościeszą od imienia tego rycerza nazwany, luboć go zowią drudzy inaczej Strzegomia.

## Herbowni
Według spisu nazwisk w herbarzu Tadeusza Gajla.
- Adurowicz, Ambroszkiewicz, Ambrożkiewicz, Astotowicz, Astutowicz, Audziewicz, Austutowicz, Auzbikowicz, Auzbukiewicz, Awdziewicz, Aziubekowicz[4].
- Bałakier, Bauerał, Bawarski, Bekendorf, Berent, Bereszniewicz, Bereśniewicz, Berezecki, Bereźniewicz, Bereżecki, Bereżenicki, Bereżnicki, Błud, Bobiński, Bodurkiewicz, Boguchwał, Bohomolec, Bolsanowski, Bołsunowicz, Bołsunowski, Bortkiewicz, Boufał, Boufałł, Branwicki, Brzostowski, Bucewicz, Budny, Bujalski, Butmin[5].
- Chalaim, Chałaim, Chłupicz, Chodakiewicz, Chodkiewicz, Chodubski, Chodupski, Chodzicki, Chodźkiewicz, Chodźko, Chotkowski, Chotowicki, Chotowski, Chozicki, Chrząstkowski, Chrząstowski, Cibor, Ciborowski, Ciemnołęski, Ciemnołoński, Cybulka, Cypla, Czechowicz, Czelo, Czempkowski, Czempowski.
- Dachlen, Dahlen, Dalewicki, Dalwicki, Dąb, Długołęcki, Dobkowski, Doliński, Dolski, Doroszkiewicz, Dylewski, Dylowski, Dyrda, Dyrdat, Dyrwin, Działtowicz, Dziankowski, Dziatłowicz, Dzieńkowski, Dzierżnicki, Dzieszuk[6].
- Gapiński, Gawryłowicz, Giecewicz, Giełwanowski, Giniat, Giniatowicz, Ginielewicz, Gniewkowski, Gniewosz, Godlejewski, Godlewski, Golejewski, Gołaski, Gołasz, Gołaszewski, Gołocki, Gombrowicz, Gorzycki, Gronostajski, Grzywa, Gubrewicz, Gujski[7].
- Hegetski, Hehedski, Hekendorf, Herejko, Hermanowicz, Holiński, Horański, Hryhorowicz, Humieniecki, Humnicki.
- Ihnatowicz, Illaszewicz, Izbicki, Izliński.
- Jabłecki, Jacewicz, Jaksztowicz, Jałbrzykowski, Janowski, Jarmałowicz, Jarmoła, Jarmołowicz, Jaszkowski, Jawor, Jaworowicz, Jaworski, Jawór, Jesionowski, Jeziorkowski.
- Kakowski, Karnicki, Karolewski, Kasperski, Kiernożycki, Kijakowski, Klausgielowicz, Klawsgiełowicz, Klimowicz, Knoll, Kobelski, Kobylski, Kołak, Kołakowski, Kołozębski, Konczakowski, Kontowski, Kontowt, Kopytkowski, Kopytowski, Kornasiewicz, Korulski, Korzeniewski, Korzeniowski, Kosmowski, Kosowiecki, Kossowiecki, Kossowski, Kostiuszkiewicz, Kościcki, Kościecki, Kościelski, Kościescki, Kościeski, Kościesza, Kościszewski, Kozaniewicz, Kozaryn, Kozarzewski, Koźliński, Kroger, Krogier, Krop, Królikowski, Krzyżekowicz, Krzyżewicz, Kubicki, Kujawski, Kulczycki, Kułakowicz, Kułakowski, Kupść, Kurnicki, Kuszlejko, Kuszłejko.
- Lazarowicz, Leśniewski, Leśnikowski, Leśniowski, Lipski, Listowski, Lostowski, Lulewicz, Ławruszewicz, Łayka, Łazarewicz, Łazarowicz, Łazarski, Łazowski, Łączyński, Łojko, Łoniewski, Łopuszewicz, Łowejko, Łowiejko, Łoyko, Łuskina.
- Mackiewicz, Majkowski, Makarski, Mandziukiewicz, Marcijewski, Mażeński, Mdzewski, Męciński, Męczyński, Mężeński, Mężyński, Michalkiewicz, Michałkowicz, Michałkowski, Miełoszewski, Mieroszewski, Mierzwiński, Milewicz, Miłagiewski, Miłaszewicz, Miłaszewski, Miłosiewski, Miłoszewski, Minkiewicz, Mirkowski, Miroszewski, Mirowski, Mniszewski, Mościcki.
- Nagiewicz, Nagórczewski, Nagurczewski, Nagurzewski, Nahorecki, Nakcyanowicz, Naksjanowicz, Narucki, Narwid, Narwidowicz, Narwit, Narwitowicz, Narwojsz, Narwoysz, Nawsuć, Niechaj, Nieczkowski, Niedźwiecki, Niedźwiedzki, Niegoszewski, Nielipowicz, Nielubowicz, Nieszkowski, Niewiadomski, Niewiadowski, Niezlubowicz, Ninocic, Ninocki, Norwid, Norwojsz, Nurowski.
- Olsierewicz, Olsierowicz, Olszewski, Opalewski, Oporzyszewski, Oporzyszowski, Orański, Ordyniec, Ośmianiec, Ożar, Ożarowski, Ożegalski, Ożyniński.
- Pajewski, Parszowa, Pasikoński, Perkiewicz, Petkun, Pieślak, Pietkun, Pociszewski, Poczujp, Pogorzelski, Powstański, Prawecki, Prawęcki, Przyborowski, Przybylski, Pudliński, Pukawka, Pukszto, Puzowski.
- Raczkiewicz, Rakowski, Rakoyski, Ratomski, Reszczewski, Reszczyński, Rewko, Rewkowski, Rodowicz, Roubo, Rowba, Rowbo, Rożanowicz, Rudawski, Rudzicki, Rudziecki, Rudziejewski, Rudziejowski, Rudzijewski, Rusiłowicz, Rychlicki, Rzeczycki, Rzeczyński, Rzerzyński, Rzeżyński, Rzochowski, Rzyżeński.
- Sachowicki, Sałabski, Sałacki, Sałapski, Sanieski, Saniewski, Sasin, Satkiewicz, Sąsiedzki, Siechmowicki, Siechnowicki, Siechnowiecki, Siekierzycki, Siekierzyński, Siemaszkiewicz, Sieńkowicz, Siestrzanek, Sitkiewicz, Skarzyski, Skierdowski, Skrobot, Skrobotowicz, Skrzywański, Sławogórski, Słonczewski, Słonczyński, Słończewski, Smilgin, Sopocki, Sopoćko, Sotkiewicz, Sowicki, Stalkiewicz, Stałkowicz, Stałkowski, Stanisławski, Steckiewicz, Sterkiewicz, Stetkiewicz, Stietkiewicz, Stryszewski, Stryszowski, Strzegocki, Strzegomia, Strzyszowski, Suchocki, Suklicki, Sulisław, Suliszewski, Suliszowski, Sulkowski, Sułkowski, Szałapski, Szklarewicz, Szkleński, Szkliński, Szołyga, Szpakowski, Szukiewicz, Szumakiewicz, Szumkowski, Szylański, Szyłejkowski, Szyłko, Szymczykiewicz, Szymkowicz, Śmilgin.
- Targiński, Targoń, Targoński, Tarkowski, Tartył, Tartyłło, Tejszerski, Trojanowicz, Trojnowicz, Trojnowski, Tronowicz, Tronowski, Troynowicz, Tukalski.
- Ukryń.
- Walkiewicz, Wałkiewicz, Wandziukiewicz, Wankiewicz, Wankowicz, Wawroński, Wawrowski, Wencenowicz, Wereszczak, Wereszczaka, Wertel, Wesławski, Węsławski, Wiencenowicz, Wierciszewski, Wilamowski, Wilejko, Wileyko, Wnorowski, Wodyński, Wojcieski, Wojdyłło, Wojdyło, Wolski, Wołk, Wołk-Lewanowicz, Wołkowiński, Wołoczko, Wołoćko, Wołodźko, Wroncki, Wronczyński, Wronicki, Wronowski, Wroński[8].
- Zakrzewski, Zaleski, Załuska, Załuski, Zambrzyca, Zambrzycki, Zapalski, Zawierski, Zawirski, Zawoj, Zberowski, Zbiltowski, Zbirowski, Zbirujski, Zbiruski, Zdychowski, Zdzichowski, Zdzieborski, Zdzychowski, Zerzyński, Znaczek, Znosko, Zubek, Zubko, Żarecki, Żarnowski, Żarowski, Żarski, Żędzian, Żłob, Żłób-Pogorzelski, Żmijewski, Żmijowski, Żukowski.

## Dodatkowe Informacje
Dzięki współdziałaniu Mennicy Polskiej wraz ze Związkiem Szlachty Polskiej, 12 lutego 2010 roku został wyemitowany srebrny numizmat z przedstawionym na awersie, herbem szlacheckim Kościesza, który to herb był znakiem menniczym Mennicy Warszawskiej w okresie międzywojennym i zarazem herbem jej ówczesnego szefa Jana Aleksandrowicza. Emisja ta jest drugą w kolekcji zatytułowanej Herbarz Szlachty Polskiej.